# Монтемайор, Хорхе де
Хорхе де Монтемайор (исп. Jorge de Montemayor), или Жорже де Монтемор (порт. Jorge de Montemor); 1520, Монтемор-у-Велью — 1561, Турин, Пьемонт), — португальский поэт и прозаик, писавший на испанском языке, переводчик. Автор первого пасторального романа на испанском языке «Диана», или «Семь книг Дианы» (1559).

## Биография
Хорхе де Монтемор родился в Монтемор-у-Велью близ города Коимбра, отсюда пошло написание его фамилии де Монтемор. С детства проявлял художественные наклонности, живо интересовался музыкой и поэзией. В юности в качестве профессионального хориста пел в часовне королевы Марии Португальской, жены короля Испании Филиппа II. В 1552 году вернулся в Португалию в свите инфанты Хуаны Австрийской, супруги принца Жуана Мануэла, а после смерти последнего в 1554 году снова отправился в Испанию.
Хорхе де Монтемор прекрасно владел испанским языком.
По некоторым данным, служил в армии, сражался в войне Фландрии против Франции. В 1555 году сопровождал короля Филиппа II в его путешествиях по Европе, в рамках которых посетил Англию и Нидерланды; побывал также в Италии и других странах.
Умер в 1561 году в Турине, став жертвой дуэли в результате несчастной любовной интриги.

## Творчество
Первая книга Монтемора, сборник стихов «Кансионеро» (исп. Cancionero — Собрание песен), была опубликована в Антверпене в 1554 году. По возвращении в Испанию после путешествия по Европе культивировал фантастическую прозу.
Обладая хорошим знанием европейской литературы, опубликовал в 1559 году «Семь книг Дианы» — произведение, которое сделало его одним из самых известных писателей испанского Возрождения. С выходом в свет «Дианы» Монтемор вошёл в историю испанской литературы как зачинатель жанра пасторального романа (так называемой Буколики), чрезвычайно популярного в то время, а именно как автор первого в этом роде произведения, написанного на испанском языке. По мнению испанского историка и литературоведа М. Менендеса-и-Пелайо, Монтемору несомненно был знаком роман Бернардина Рибейру «История молодой девушки», который он мог читать либо в первом издании 1554 года, либо в рукописи. Литературовед отметил как прямое заимствование некоторых пассажей (например, стихов), так и схожесть судеб главных героинь — Дианы и Аонии: в обеих книгах героиня влюблена в пастуха, но выдана замуж против своей воли.
В свою очередь, «Диана» Монтемайора в дальнейшем оказала влияние на многих авторов, отдавших дань буколическому жанру, среди которых Филипп Сидни, Сервантес, Лопе де Вега, Оноре д’Юрфе. Кроме того, А. Аникст отмечает, что источником сюжета «Двух веронцев» У. Шекспира «послужил эпизод из испанского пасторального романа Монтемайора „Диана“, который Шекспир читал в английском переводе», а в «Двенадцатой ночи» также использовалась история персонажа из того же источника.
В 1558 году Монтемор издал эпистолярную прозу под названием «Los trabajos de los Reyes» и перевёл «Cantos de amor» каталонского поэта Аузиаса Марка. Примерно в 1603 году в Порту был составлен краткий «Беленский кансионейру», в который вошёл сочинённый Монтемором мадригал «Flerida en cuia mano».